# Pinto Alves
Vítor Manuel Pinto Alves (* 1937) ist ein ehemaliger portugiesischer Badmintonspieler. 

## Karriere
Pinto Alves siegte 1958 erstmals bei den nationalen Titelkämpfen in Portugal. Weitere Titelgewinne folgten 1964, 1966 und 1971. 1965 und 1966 siegte er bei den Portugal International.

## Sportliche Erfolge
| Saison | Veranstaltung                   | Disziplin    | Platz | Name                               |
| ------ | ------------------------------- | ------------ | ----- | ---------------------------------- |
| 1958   | Portugal: Einzelmeisterschaften | Herrendoppel | 1     | Ramiro Correia / Vitor Pinto Aves  |
| 1964   | Portugal: Einzelmeisterschaften | Herrendoppel | 1     | Fernando Pinto / Vitor Pinto Alves |
| 1965   | Portugal International          | Herrendoppel | 1     | Fernando Pinto / Vitor P. Alves    |
| 1966   | Portugal: Einzelmeisterschaften | Herrendoppel | 1     | Fernando Pinto / Vitor Pinto Alves |
| 1966   | Portugal International          | Herrendoppel | 1     | Fernando Pinto / Vitor P. Alves    |
| 1970   | Portugal: Einzelmeisterschaften | Herrendoppel | 2     | Francisco Lemos / Pinto Alves      |
| 1971   | Portugal: Einzelmeisterschaften | Mixed        | 1     | Pinto Alves / Peggy Brixhe         |
| 1974   | Spanish International           | Herrendoppel | 1     | Pinto Alves / Leitão Machado       |